# Rkomi
Rkomi, seudónimo de Mirko Manuele Martorana (Milán, 19 de abril de 1994), es un rapero y cantautor italiano.

## Biografía

### Primeros años
Nacido en 1994 en Milán, Mirko Manuele Martorana creció en el barrio obrero de Calvairate, parte del Municipio 4 y ubicado en la parte oriental de los suburbios milaneses. Asistió a la escuela de hostelería CFP Galdus hasta el tercer año, abandonándola a los diecisiete años sin obtener el diploma y hasta los veintiuno trabajó como camarero, albañil y lavaplatos. 
Era compañero de habitación de Tedua y se suponía que se convertiría en su manager de gira.

### 2013-2016:Calvairate MixtapeyDasein Sollen
En varias ocasiones, Rkomi ha declarado que Tedua, su amigo de la infancia, le presentó su carrera musical.
Los primeros proyectos musicales son Keep Calm Mixtape (con Sfaso) en 2012 y Cugini bella vita EP (con Pablo Asso) en 2013, seguidos por el más famoso Calvairate Mixtape, una colección amateur de canciones escritas a seis manos (además de él, participaron Tedua e Izi) publicada en 2014.
A esto le siguieron casi dos años de silencio, interrumpidos por la publicación de la canción Dasein Sollen en la plataforma YouTube. El título de la canción es una clara referencia al concepto heideggeriano de dasein, que el rapero de Calvairate había aprendido a través de búsquedas casuales en la web El 13 de octubre de 2016, Rkomi lanzó el EP Dasein Sollen, a través del sello Digital Distribution.

### 2017: Las primeras colaboraciones eIo en terra
Tras la buena acogida de Dasein Sollen (el single Aeroplanini di carta, realizado en colaboración con Izi, fue certificado platino), Rkomi fue elegido por la cantautora Calcutta para el espectáculo de apertura de un concierto en vivo en Turín.
Habiendo entrado en contacto con Shablo, ya productor de Rkomi en Aeroplanini di carta, Rkomi decidió firmar un contrato con el sello Roccia Music, gestionado por el propio Shablo y Marracash. El 13 de marzo de 2017, reveló que estaba a punto de lanzar su primer álbum de estudio, bajo Universal.
El 8 de septiembre de 2017 se lanzó el álbum Io in terra, compuesto por catorce temas con la colaboración de Marracash (en Milano Bachata), Noyz Narcos (en Verme ) y Alberto Paone (en Mai più), baterista de Calcutta. El álbum fue precedido por los sencillos Solo, Apnea y Mai più. En su debut en las listas de música, Io in terra alcanzó la cima de la lista FIMI y fue certificado oro, mientras que los sencillos Milano Bachata, Apnea y Mai più fueron certificados platino

### 2018-2021:Ossigeno - EPyDove gli occhi non arrivano
El 26 de junio de 2018, Rkomi anunció el próximo lanzamiento de un EP, titulado Ossigeno - EP, que se publicará el 13 de julio, acompañado de una edición de vinilo y un libro autobiográfico. Del álbum se extrae el single Acqua calda e limone, en el que participa su colega Ernia; Además, hay colaboraciones con Tedua, Night Skinny y Mc Bin Laden. La temporada 2018 finaliza con el single Non ho mai avuto la mia età, creado con motivo del lanzamiento del videojuego Assassin's Creed: Origins, y que con sus citas se presenta como un auténtico homenaje a la saga de videojuegos producida por Ubisoft. Por sus trabajos, Rkomi también recibió dos discos de oro (Stickle y Hot Water and Lemon).
El 19 de febrero de 2019, después de publicar misteriosamente un cartel en el metro de Milán con su nombre y algunas opiniones expresadas por otros artistas sobre él, Rkomi revela que tiene la intención de lanzar el álbum Dove gli occhi non arrivato el 22 de marzo: el álbum incluye la participación de Jovanotti, Elisa (en la canción Blu, lanzada como sencillo anticipado el 8 de marzo), Carl Brave, Sfera Ebbasta, Dardust y Ghali. El álbum repite su debut en lo más alto del FIMI Top Album, como ya ocurrió con Io in terra.
El período comprendido entre finales de 2019 y principios de 2021 está representado por las diversas colaboraciones realizadas por el rapero y el EP en vivo ...dal vivo (Live in Milano), entre estos encontramos: Oblò con el rapero Bresh, Blu Part II con la cantante Elisa, que es la continuación del sencillo anteriormente editado Blu, Vento sulla Luna con Annalisa, Colori con Tedua y Nuove strade, con Ernia, Gaia, Samurai Jay, y Madame, con esta última colabora en varios otros sencillos, y también en el sencillo Bugie, incluido en el primer álbum de la cantante, donde también está presente el cantante Carl Brave.

### 2021-2023:Taxi Drivery el primer San Remo
El 1 de abril de 2021, Rkomi fijó la fecha de lanzamiento de su tercer álbum de estudio, titulado Taxi Driver, para el 30 de abril. El primer sencillo, Ho spezzati il cielo en colaboración con Tommaso Paradiso, anticipó el lanzamiento el 14 de abril. Al igual que sus predecesores, Taxi Driver debutó directamente en el número uno en la lista de álbumes FIMI; en la misma semana el tema Nuovo range, una colaboración con el trapper Sfera Ebbasta, alcanzó el primer puesto del Top Singles y todas las canciones contenidas en el álbum fueron clasificadas dentro de las primeras cien posiciones del mencionado chart. El 24 de septiembre de 2021 se lanzó el álbum en vivo Taxi Driver (MTV Unplugged), que contiene las pistas anteriores modificadas y cantadas en vivo, con la adición de piezas más antiguas y una versión de Vasco Rossi. En diciembre colaboró con Elodie en el single La coda del diavolo .

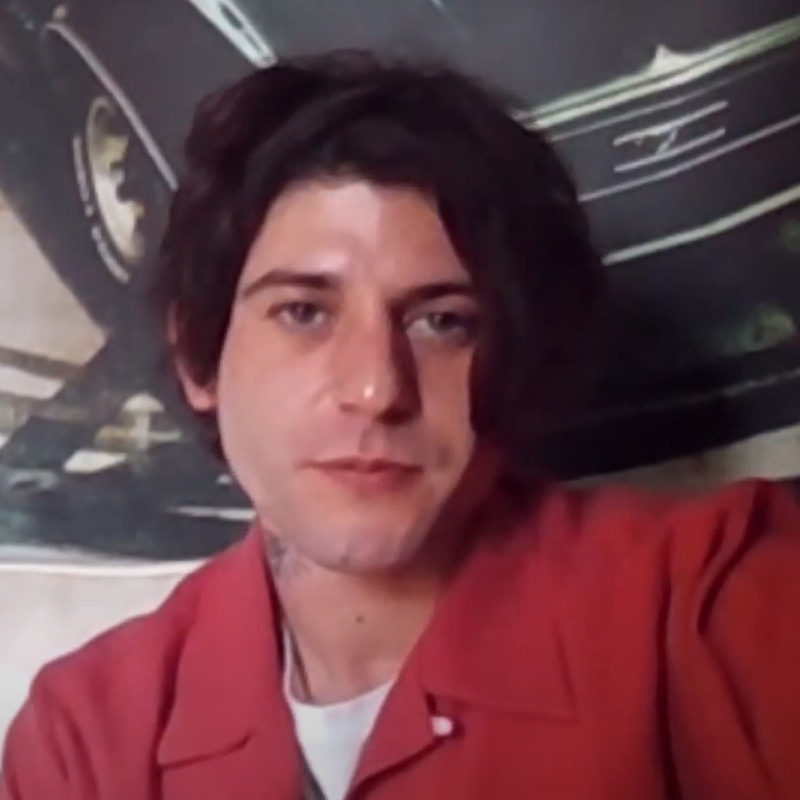
Rkomi entrevistado en febrero de 2022

En febrero de 2022 participó por primera vez en la competición del 72º Festival de San Remo con la canción Insuperabile, que terminó en el decimoséptimo lugar al final del evento. El 4 de febrero, durante la cuarta velada dedicada a las versiones, cantó a dúo con Calibro 35 un popurrí de las canciones Fegato, fegato spappolato, Deviazioni y Cosa succede in città de Vasco Rossi, que ocupó el decimonoveno puesto. En el mismo mes vuelve a colaborar con Elisa en el single Quello che manca; En marzo colaboró con Irama para el single 5 gocce, mientras que el 17 de junio salió el single Ossa rotte, publicado como el sexto sencillo de su tercer álbum de estudio.
Posteriormente actuó en los TIM Music Awards 2022 donde cantó su exitoso sencillo La coda del diavolo junto a Elodie, al final del evento Rkomi recibió dos premios por los diversos éxitos alcanzados durante el año.

### 2022-2023:X FactoryNo Stress
Del 15 de septiembre al 8 de diciembre de 2022 fue juez de la decimosexta edición del concurso de talentos X Factor. La edición la ganó el Santos Francés de su equipo.
Después de haber colaborado ya en los singles Luna piena y 5 gocce, Rkomi e Irama han anunciado su primer álbum conjunto No Stress, que saldrá el 7 de julio de 2023. El lanzamiento del álbum fue precedido por el sencillo Hollywood, lanzado el 9 de junio. Tras el lanzamiento del álbum, los dos artistas organizaron el No Stress Tour en los principales escenarios italianos.

### 2024-presente: Segundo San Remo
En 2024, el rapero participó en el sencillo Nuovo me del productor Mace junto a Bresh y Iako. Más tarde colaboró con el productor The Night Skinny en los sencillos Good Girl y Fuck Tomorrow 2.
El 6 de diciembre de 2024 se lanzó el sencillo Odio, quindi sono, que marcó el regreso del artista al rap.
En febrero de 2025 participó por segunda vez en el concurso del 75° Festival de San Remo con la canción Il ritmo delle cose, que terminó en el vigésimo octavo lugar al final del evento. El 14 de febrero, durante la cuarta velada dedicada a las versiones, hizo un dueto con la cantante competidora Francesca Michielin cantando la canción La nuova stella di Broadway de Cesare Cremonini, que quedó en el decimonoveno lugar.

## Estilo y influencias musicales
A pesar de comenzar con rap puro y sonidos contemporáneos, Rkomi rápidamente se estableció como un exponente del rap indie. En su música ofrece ideas autobiográficas, utilizando la resiliencia como tema clave de sus canciones. El álbum Io in terra ha sido a menudo tomado en consideración como un ejemplo de hip hop influenciado por el rock, el funk y otros géneros, debido a sus bases originales e innovadoras (además de la batería, aparecen el bajo eléctrico, la guitarra y la trompeta). Con Ossigeno - EP, el artista comienza a acercarse a una versión más funk y pop del rap, estableciendo una nueva dimensión musical con el álbum Dove gli occhi non arrivato, caracterizado por sonidos y participaciones puramente pop.
En términos de influencias, Rkomi cuenta entre sus inspiraciones indie a artistas como Saint PHNX, Gorillaz y Twenty One Pilots. A nivel de hip hop, el rapero milanés dice estar influenciado localmente por Noyz Narcos, Marracash, Fabri Fibra, Gué Pequeno y, a nivel internacional, por el alemán Cro, el francés Lomepal y los estadounidenses Tyler, the Creator, Chance the Rapper y Kendrick Lamar.

## Discografía

### Álbumes de estudio
- 2017 – Io in terra
- 2019 – Dove gli occhi non arrivano
- 2021 – Taxi Driver
- 2023 – No Stress (con Irama)

### Álbumes en vivo
- 2021 – Taxi Driver (MTV Unplugged)

## Programas de televisión
- X Factor (Sky Uno, Now, TV8, 2022) - juez

## Participación en certámenes de canto
- Festival de San Remo (Rai 1)
  - 2022 – 17.º puesto con Insuperabile
  - 2025 – 28º puesto en la sección "Campeones" con Il ritmo delle cose

## Premios y reconocimientos
- Festival del mejor autor en vivo dirigido por Ruggero Pegna
  - 2022 – Premio Riccio d'argento di fatti di musica al "Mejor álbum" por Taxi Driver[54][55]
- Premios MTV Europa de la Música
  - 2021 – Nominación a Mejor artista Italiano[56]